# Baadj
Baadj (também conhecido como El Baadj) é uma vila situada na comuna de Oum Touyour, no distrito de El M'Ghair, província de El Oued, Argélia. A vila está localizada na estrada regional W31, somente a noroeste de onde se encontra a rodovia N3, perto de Oum Touyour, a 13 quilômetros (8,1 milhas) ao sul de Djamaa.